# Gladde Paling
Gladde Paling, artiestennaam van Laurens van Dijk, is een Nederlandse dj en muziekproducent.

## Biografie
Van Dijk was student ICT, voordat hij in 2021 begon met het maken van memetechno, een genre wat wordt omschreven als "humoristische techno"  en dat gebruik maakt van verschillende (alledaagse) samples. Eerder maakte hij al serieuzere muziek, maar tijdens de coronalockdowns wilde hij muziek maken waar mensen om konden lachen. Bekende nummers uit 2021 zijn een vliegtuig en nieuwe tune. 
Begin 2022 bracht hij met Vieze Asbak het nummer Ratata uit en kwam hij met zijn debuut-ep vis op het droge. Midden 2022 gingen verschillende nummers van het genre viraal op mediaplatform TikTok, waaronder Ratata. Gladde Paling was vervolgens een verrassingsact op drum-'n-bass-event Rampage en in augustus 2022 kwam zijn debuutalbum dansmuziek uit. Dit album werd voor het eerst live ten gehore gebracht bij een optreden in poppodium 013. Hij produceerde tevens het nummer Antwoord van Joost Klein van het album Fryslân uit september 2022 en werkte in oktober samen met de Heideroosjes voor een remix van het lied Tering tyfus takketrut.
Begin 2023 stond de dj op het festival ESNS. Hij bracht verder meerdere singles in dat jaar uit en stond verder onder andere op de festivals Paaspop, Zwarte Cross, Tomorrowland, Liquicity en Lowlands. Daarnaast kwam hij in november 2023 samen met het in 2022 door onder andere hemzelf opgerichte collectief Pestcore Collectief met het Pestcore's Pestival, een festival in TivoliVredenburg.
Gladde Paling stond in 2024 op de ep Europapa: Greatest Hits van Joost Klein, waarop hij het songfestivalnummer Europapa remixte. Later in het jaar bracht hij zijn volgende album eurodance revolutie uit, waarop hij een memetechno-twist gaf aan verschillende hits uit de jaren '90 en '00, zoals TiK ToK, What Is Love, Believe en Heaven.

## Discografie (albums en ep's)
- vis op het droge (ep, 2022)
- dansmuziek (album, 2022)
- eurodance revolutie (album, 2024)